# Harry Warner
Harold „Harry” Morris Warner, właśc. Hirsz Mojżesz Wonsal (ur. 12 grudnia 1881 w Krasnosielcu, zm. 25 lipca 1958 w Los Angeles) – amerykański filmowiec żydowskiego pochodzenia, jeden z założycieli wytwórni filmowej Warner Bros.  oraz Amerykańskiej Akademii Sztuki i Wiedzy Filmowej.

## Życiorys
Urodził się we wsi Krasnosielc na Mazowszu w Królestwie Kongresowym, w ówczesnym zaborze rosyjskim. Jego ojcem był szewc Beniamin Wonsal, a matką Perła Leja Eichelbaum; pobrali się w 1876 roku. W październiku 1889 roku, z matką i rodzeństwem, na parowcu Hermann z Bremy w Niemczech przybył do Baltimore w stanie Maryland. Dołączył tam do ojca, który wyemigrował za chlebem do USA.
Filmem zajął się razem z braćmi Albertem, Samem i Jackiem. Za swoje dokonania w przemyśle filmowym został uhonorowany gwiazdą w hollywoodzkiej Alei Sław.
Harry Warner pochowany jest na cmentarzu Home of Peace Cemetery (Cmentarz „Dom Pokoju”) w Los Angeles.